# Форггус мак Келлайг

Ирландия в VIII — первой трети IX века

Форггус мак Келлайг (Фергус мак Келлайг; др.‑ирл. Forggus mac Cellaig, Fergus mac Cellaig; умер в 756) — король Коннахта (742—756) из рода Уи Бриуйн.

## Биография
Форггус был одним из сыновей правителя Коннахта Келлаха мак Рогаллайга, умершего в 705 году. Его братом был скончавшийся в 728 году король Домналл мак Келлайг. Согласно средневековым генеалогиям, Форггус принадлежал к Уи Бриуйн Ай, одной из ветвей рода Уи Бриуйн. Септ, выходцем из которого был Форггус, назывался в честь его отца Сил Келлайг и владел землями вблизи современного города Хедфорда.
Форггус мак Келлайг получил коннахтский престол в 742 году, после смерти своего родича Аэда Балба. В списке королей Коннахта, содержащемся в «Лейнстерской книге», Форггус ошибочно наделяется семнадцатью годами правления. В то же время в трактате «Laud Synchronisms» правильно сообщается о том, что он властвовал тринадцать лет. Форггус — последний коннахтский монарх, упоминаемый в этом трактате.
Стремясь заручиться поддержкой ирландского духовенства, в 744 году Форггус мак Келлайг объявил о своей поддержке так называемых «Закона Киарана» и «Закона Брендана». Первый из них был разработан в Клонмакнойсе, второй — в Клонферте. Оба свода законов, частично дополнявшие друг друга, предусматривали введение в Коннахте системы штрафов за различные преступления.
В правление Форггуса мак Келлайга в Коннахте происходили многочисленные междоусобицы. Вероятно, они были вызваны стремлением этого монарха поставить под свой полный контроль все племена и септы королевства.
По свидетельству ирландских анналов, летом 743 года люди из конкурировавшего с семьёй Форггуса мак Келлайга септа Уи Фиахрах Айдне вели военные действия против своих бывших союзников из королевства Уи Мане, а коннахтцы из септа Уи Айлелло сражались на долине Маг Луйрге (вблизи реки Бойн) с войском племени Гайленга.
В 746 году против Форггуса мак Келлайга выступили его неназванные по имени родичи из Уи Бриуйн. В сражении король Коннахта потерпел поражение, но сумел бежать, в отличие от своего союзника Конмайкне, павшего на поле боя. Однако в этом же году сам Форггус произвёл резню среди членов септа Уи Бриуйн Сеола, живших в Южном Коннахте.
В 752 году воины из Уи Бриуйн разорили земли племени Калрайге Луйрг, возможно, подчинённых Уи Айлелло, а в 753 году уже сами Уи Айлелло подверглись жестокому нападению грекрайге, живших на землях современного графства Слайго.
Расширение владений Уи Бриуйн на север столкнулось с сопротивлением Кенел Кайрпри, одной из ветвей Северных Уи Нейллов. В 754 году около Ард Нойскане (современном Арднеескине) на землях Уи Айлелло состоялось сражение между войсками Уи Бриуйн и Кенел Кайрпри, а в 756 году Уи Бриуйн нанесли Кенел Кайрпри тяжёлое поражение в битве при Мойн Море (в графстве Лонгфорд). Предполагается, что войско Уи Бриуйн во втором сражении возглавлял король Форггус мак Келлайг. Все эти междоусобные столкновения способствовали ослаблению врагов короля Коннахта и утверждению рода Уи Бриуйн как наиболее влиятельной силы королевства.
Король Форггус мак Келлайг скончался в 756 году. Его преемником на престоле Коннахта был Айлиль Медрайге из рода Уи Фиахрах.
Форггус мак Келлайг был отцом четырёх сыновей. Из них трое — Катарнах, Катмуг и Артбран — погибли в сражении при Друйм Робайге в 758 году. Четвёртый сын — Колла — также как и его отец был королём Коннахта.